# Újhelyi Olga
Újhelyi Olga névvariáns: Ujhelyi Olga (Polgárdi, 1954. június 15. – Budapest, 2004. december 2.) magyar színésznő

## Életpálya
1978-ban végzett a Színház- és Filmművészeti Főiskolán, Vámos László osztályában. 1978 – 1980 között a Debreceni Csokonai Színház tagja volt. 1980-tól a Veszprémi Petőfi Színház színésznője volt. 1983-ban Veszprém Város Nívódíja kitüntetésben részesült.

## Fontosabb színházi szerepei
- Molnár Ferenc: Ibolya... Ibolya
- Pierre-Augustin Caron de Beaumarchais: Figaró házassága... Cherubin
- Hervé: Nebáncsvirág... Denise
- Szabó Magda Régimódi történet... Kis Anna
- Anton Pavlovics Csehov: Sirály... Mása
- Eisemann Mihály: Egy csók és más semmi... Schön Tóni
- William Shakespeare: Vízkereszt vagy amit akartok... Olívia
- Valentyin Petrovics Katajev – Aldobolyi Nagy György: Bolond vasárnap... Klára Lurkó
- Kálmán Imre: A montmartre-i ibolya... Violetta
- Zerkovitz Béla – Szilágyi László: Csókos asszony... Kubanekné
- Witold Gombrowicz: Yvonne, Burgund hercegnője... Yvonne
- Eisemann Mihály: Én és a kisöcsém... Kelemen Kató
- Füst Milán: Az árvák... Eveline, a házikisasszony Lockéknál
- Zelk Zoltán: Az ezernevű lány... Néma lány
- Kocsis István: Árpád-házi Szent Margit... Katarina Sennye, Margit apácatársa
- Csukás István: Ágacska... Pösze egér
- Franz von Schönthan: A szabin nők elrablása... Vilma
- Szirmai Albert – Bakonyi Károly – Gábor Andor: Mágnás Miska... Rolla
- Szép Ernő: Lila ákác... Bizonyosné
- Balogh Elemér – Kerényi Imre – Rossa László: Csíksomlyói passió... Éva; Mária
- Kálmán Imre: Csárdáskirálynő... Cecilia
- Zágon István – Nóti Károly – Eisemann Mihály: Hyppolit a lakáj... Schneiderné
- Fjodor Mihajlovics Dosztojevszkij: Karamazov testvérek... Grusenyka
- Molnár Ferenc: Olympia... Lina
- Nyikolaj Vasziljevics Gogol: A revizor... Nasztaszja Alexandrovna Hlopova
- Nóti Károly: Nyitott ablak... Polgármesterné
- Rudyard Kipling – Dés László – Geszti Péter: A dzsungel könyve... Ká, a kígyó
- Thomas Brandon – Aldobolyi Nagy György – Szenes Iván: Charley nénje... Donna Lucia d'Alvadorez
- Tersánszky Józsi Jenő – Örkény István: Kakuk Marci...Méltósága
- Molnár Ferenc: Egy, kettő, három...Kuno kisasszony

## Önálló műsorok
- Gyerekeknek készített önálló műsorokat

## Filmek, tv
- Az ész bajjal jár (1977)
- ...hogy magának milyen mosolya van! (1977)
- Az elefánt (1978)
- Nárcisz és Psyché (1980)
- Cikász és a halló pálmák (1990)
- Patika (sorozat) 5. rész (1995)
- Psyché
- Krőzusopera

## Díjak
- Nívódíj (Veszprém, 1983)